# Азнаєво (Біжбуляцький район)
Азна́єво (рос. Азнаево, башк. Аҙнай) — село у складі Біжбуляцького району Башкортостану, Росія. Входить до складу Дьомської сільської ради.
Населення — 411 осіб (2010; 444 в 2002).
Національний склад:
- башкири — 98 %